# Adalbert Schneider (Marineoffizier)
Adalbert Schneider (* 10. März 1904 in Halle, Deutschland; † 27. Mai 1941 im Nordatlantik, Position 48° 10′ N, 16° 12′ W) war ein deutscher Marineoffizier, zuletzt Korvettenkapitän und 1. Artillerieoffizier des Schlachtschiffes Bismarck. Die Versenkung des britischen Schlachtkreuzers Hood wurde ihm zugeschrieben. Schneider fiel einige Tage später bei der Versenkung der Bismarck durch einen Artillerievolltreffer.

## Leben

### Familie und Ausbildung
Adalbert Schneider war der Sohn des Bankdirektors Phillip Schneider und seiner Frau Emilie, geborene Schroeter.
Der junge Mann entschloss sich, nach erfolgreich abgelegtem Abitur, im Alter von 18 Jahren als Seeoffiziersanwärter in die Reichsmarine einzutreten. Nach bestandener Aufnahmeprüfung kam er am 30. März 1922 zur 3. Kompanie der Küstenwehrabteilung III nach Friedrichsort, um dort seine infanteristische Grundausbildung abzuleisten. Im Anschluss war Schneider vom 4. Oktober des gleichen Jahres für ein halbes Jahr auf dem Linienschiff Hannover zur praktischen Bordausbildung.
Vom 18. bis zum 22. Oktober 1922 stattete das Schiff der schwedischen Hauptstadt Stockholm einen Besuch ab. Danach war Schneider bis zum 30. Juni 1923 auf dem Segelschulschiff Niobe.
Am 1. Juli 1923 wurde er auf den Kreuzer Berlin versetzt, um mit diesem Schiff Anfang 1924 für zwei Monate in spanische Gewässer auszulaufen.
Ende März kam Schneider auf die Marineschule Mürwik, um dort die Fähnrichsprüfung abzulegen. Nach bestandener Prüfung drückte er für ein Jahr lang die Schulbank. Danach durchlief Fähnrich zur See Schneider im Rahmen der Ausbildung diverse Lehrgänge. So wurde er an den entsprechenden Schulen im Torpedo-, Nachrichten- und Sperrwesen unterrichtet. Es folgten ein Infanterie- und ein Artillerielehrgang.
Zum 1. Januar 1926 war Schneider erneut auf dem Linienschiff Hannover. An Bord des Schiffes nahm er im Frühjahr an einer Fahrt ins Mittelmeer und in spanische Gewässer teil. Im Sommer wurde Helsingfors und Skagen angelaufen.

### Militärische Karriere in der Reichsmarine
Mit seiner Ernennung zum Leutnant zur See wurde Schneider am 1. Oktober 1926 auf das Linienschiff Schleswig-Holstein als Wach-  und Divisionsleutnant versetzt. Vom 30. März bis zum 14. Juni 1927 unternahm das Schiff eine längere Ausbildungsreise in spanische und portugiesische Gewässer. Im Rahmen der Herbstmanöver schiffte sich der Reichspräsident v. Hindenburg auf Schleswig-Holstein, dem Flottenflaggschiff ein.
Schneider spezialisierte sich innerhalb seiner Laufbahn nun immer mehr auf die Artillerie. Vom 27. September 1927 bis zum 25. September 1929 pendelte er zwischen der IV. Marineartillerieabteilung, der Küstenartillerieschule und der Schiffsartillerieschule hin und her. Er nahm an Flaklehrgängen, sowie an Schulungen im Schießen bis zum mittleren Kaliber teil. Daneben war Oberleutnant zur See (seit dem 1. Juli 1928) Schneider Zug- und Kompanieoffizier in der IV. Marineartillerieabteilung und musste unter Beweis stellen, ob er in der Lage war, Männer zu führen.
Seine Beurteilungen aus dieser Zeit zeigen ihn als einen Offizier mit besonderer Veranlagung für die Artillerie. Schnelle Auffassungsgabe, gesunder artilleristischer Instinkt und lebhaftes Interesse zeichneten ihn aus. Daneben galt er als stiller, aber energischer Offizier, der seine Untergebenen richtig behandelte und ihr volles Vertrauen genoss.
Am 26. September 1929 wurde Schneider zur Abwechslung auf eine leichte Einheit, das neue Torpedoboot Tiger, als Wach-, Divisions- und Artillerieoffizier versetzt. Vom 2. April bis zum 18. Juni 1930 nahm das Boot an der Auslandsreise der Flotte in spanische und portugiesische Gewässer teil.
Anfang 1931 wurde Schneider am Auge verletzt und konnte nicht am Dienst teilnehmen. Die Verletzung war so schwer, dass er ein halbes Jahr zur Behandlung in die Augenklinik nach Halle ging. Ab Juni war er für zwei Monate im Stationskommando in Wilhelmshaven, danach vom 1. bis zum 22. September 1931 auf dem Fischereischutzboot Zieten als Wachoffizier.
Zum Herbststellenwechsel kam er erneut in die 2. Torpedobootsflottille, dieses Mal für zwei Jahre als I. Wachoffizier auf das Torpedoboot Seeadler.
1932 lief das Boot Stockholm an, aber auch Helsinki und Riga wurden besucht.
Für die Zeit vom 28. September 1933 bis zum 24. September 1934 ist in den Personalakten Schneiders kein Kommando vermerkt.

### Kriegsmarine

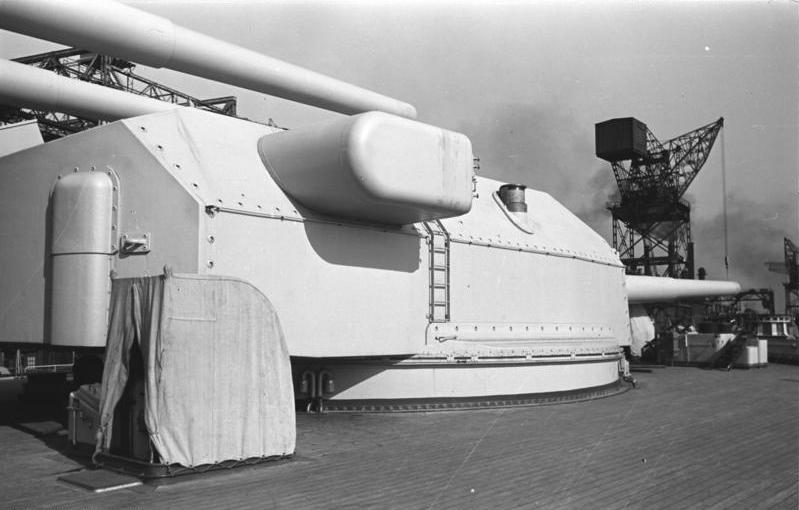
Turm Anton (Turm A) der Bismarck

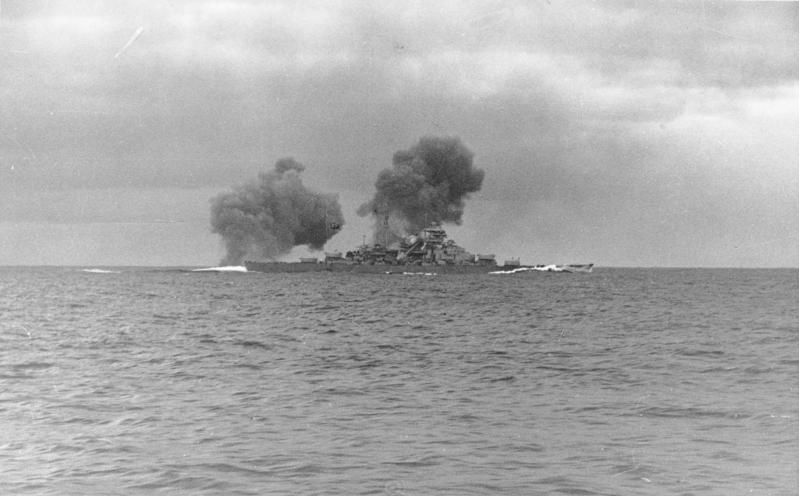
Die auf das Schlachtschiff Prince of Wales feuernde Bismarck am 24. Mai 1941

Danach wurde er für zwei Jahre auf das Panzerschiff Deutschland als Artillerietechnischer Offizier versetzt. Bereits im Oktober fuhr das Schiff für wenige Tage nach Schottland, um danach in die Werft zu gehen. Im März des folgenden Jahres lief Deutschland zur Dauererprobung seiner Dieselmaschinen nach Brasilien, Trinidad und Aruba aus. Im August, im Rahmen des Flottenartillerieschießens, waren Hitler, v.Blomberg, Göring und Admiral Raeder an Bord. Vom 19. Oktober bis zum 9. November kreuzte das Panzerschiff im Atlantik.
1936 nahm Schneider auf Deutschland an der Einweihung des Marineehrenmals in Laboe und an der Flottenparade vor Hitler teil. Anfang Juni fand eine Fahrt in die Biscaya, die Irische See bis nach Schottland statt. Vom 19. – 24. Juni wurde Kopenhagen besucht.
Kapitänleutnant (seit dem 1. Oktober 1934) Schneider verließ das Schiff am 5. Juli, um an der Schiffsartillerieschule in Kiel an einem Lehrgang (schweres Kaliber) für Artillerieoffiziere teilzunehmen. Als Lehrgangsbester kehrte er am 20. September auf sein Schiff zurück.
Doch schon nach wenigen Tagen wurde er zum 1. Oktober an die Schiffsartillerieschule als Lehrer versetzt, um am 1. Oktober 1937 I. Artillerieoffizier auf dem Leichten Kreuzer Nürnberg zu werden.
Im Juni 1938 nahm der Kreuzer an einer Ausbildungsreise nach Norwegen teil, um im August dem Stapellauf der Prinz Eugen in Kiel beizuwohnen. Weiterhin war Nürnberg danach an der Flottenparade vor dem ungarischen Reichsverweser v. Horthy und Hitler beteiligt, desgleichen an den Herbstübungen.
Korvettenkapitän (seit dem 1. August 1938) Schneider verließ das Schiff am 2. November 1938, um einen Tag später Referent in der Flotten- und Ausbildungsabteilung im Oberkommando der Kriegsmarine in Berlin zu werden.
Am 7. Juni 1940 wurde er zur Baubelehrung nach Hamburg kommandiert. Bei der Werft Blohm & Voß wurde gerade das neueste deutsche Schlachtschiff Bismarck vollendet.

### SchlachtschiffBismarck
Dort wurde er am 24. August 1940 zum 1. Artillerie-Offizier bestimmt. Im Januar des Jahres 1941 nahm Adalbert Schneider zusammen mit seinem Kommandanten Lindemann an einem Planspiel an Bord der Tirpitz teil. Dessen Kommandant Karl Topp wies hierbei die Unmöglichkeit eines Atlantikdurchbruchs für schwere deutsche Überwassereinheiten nach. Nach der Installation der Feuerleitanlagen im Frühjahr 1941 nahm Schneider am Unternehmen Rheinübung teil. Im Zuge dessen geriet die Kampfgruppe Bismarck/Prinz Eugen unter ihrem Flottenchef Günther Lütjens am 24. Mai 1941 in ein Seegefecht in der Dänemarkstraße. Im folgenden Artilleriegefecht zwischen Bismarck/Prinz Eugen und den britischen Schiffen Hood/Prince of Wales oblag Schneider die Feuerleitung der Bismarck. Seiner Feuerleitung folgend, gelang es der Artillerie der Bismarck die Hood binnen weniger Minuten zu versenken, als eine Granate die Hauptmunitionskammer der Hood traf und das Schiff zerriss. Dabei starben 1.415 britische Seeleute.

### Ritterkreuz und Tod
Während in der Nacht vom 26. auf den 27. Mai 1941 britische Zerstörer die Bismarck umkreisten und mit Torpedos angriffen, beantragte um 02:17 Uhr der Flottenchef per Funk die Verleihung des Ritterkreuzes an Korvettenkapitän Schneider für die Versenkung der Hood. Der Oberbefehlshaber der Kriegsmarine, Großadmiral Raeder, nahm daraufhin Kontakt mit Hitler auf. Der beantwortete die Anfrage nach Verleihung der hohen Auszeichnung nur mit einem Kopfnicken. Um 03:51 Uhr am 27. Mai 1941 funkte Raeder an Schneider: „Der Führer hat Ihnen für Versenkung Schlachtkreuzer Hood Ritterkreuz verliehen. Herzlichen Glückwunsch.“
Schneider ist wahrscheinlich während des finalen Gefechts der Bismarck mit den britischen Seeeinheiten um 09:02 Uhr am 27. Mai 1941 gefallen, als eine Granate der Norfolk den Hauptartillerieleitstand traf.
Schneider war ferner Inhaber des Flotten-Kriegsabzeichens, des Eisernen Kreuzes II. und I. Klasse, beide am 30. Juli 1940 verliehen, sowie des am 20. August 1938 verliehenen Ungarischen Verdienstordens. Die Verleihung des Ordens erfolgte im Zusammenhang der Feierlichkeiten zum Stapellauf der Prinz Eugen, bei dem der ungarische Reichsverweser Miklós Horthy und Hitler zugegen waren.
Adalbert Schneider hinterließ eine Ehefrau und drei Töchter. Die Nachrichten von seinem Tod und seiner Ritterkreuzverleihung erreichten seine Familie am gleichen Tag.